# Kelyn Rowe
Kelyn Jaynes Rowe (Federal Way, 2 dicembre 1991) è un ex calciatore statunitense,  di ruolo centrocampista.

## Palmarès

### Club

#### Competizioni nazionali
- USL Championship: 1

Real Monarchs: 2019

#### Competizioni internazionali
- CONCACAF Champions League: 1

Seattle Sounders: 2022

### Nazionale
- Gold Cup: 1

2017